# Campeonato Mundial de Taekwondo de 1973
O Campeonato Mundial de Taekwondo de 1973 foi a 1ª edição do evento, organizado pela Federação Mundial de Taekwondo (WTF). A competição foi realizada no Kukkiwon, em Seul, Coreia do Sul. 

## Resultados
Os resultados foram os seguintes. 
Masculino
| Evento        | Ouro                        | Prata                                | Bronze                                |
| Até 64 kg     | Coreia do Sul Lee Ki-hyung  | Alemanha Ocidental · Armando Chavero | Estados Unidos · Joe Hayes            |
| Até 64 kg     | Coreia do Sul Lee Ki-hyung  | Alemanha Ocidental · Armando Chavero | Alemanha Ocidental · Georg Karrenberg |
| Mais de 64 kg | Coreia do Sul Kim Jeong-tae | Estados Unidos · Mike Warren         | Estados Unidos · Albert Cheeks        |
| Mais de 64 kg | Coreia do Sul Kim Jeong-tae | Estados Unidos · Mike Warren         | Estados Unidos · Raymond Sell         |

## Quadro de medalhas
O quadro de medalhas foi publicado. 
| Ordem | País               | Medalha de ouro | Medalha de prata | Medalha de bronze | Total |
| ----- | ------------------ | --------------- | ---------------- | ----------------- | ----- |
| 1     | Coreia do Sul      | 2               | 0                | 0                 | 2     |
| 2     | Estados Unidos     | 0               | 1                | 3                 | 4     |
| 3     | Alemanha Ocidental | 0               | 1                | 1                 | 2     |
| Total | Total              | 2               | 2                | 4                 | 8     |